# Бахо-Бидасоа

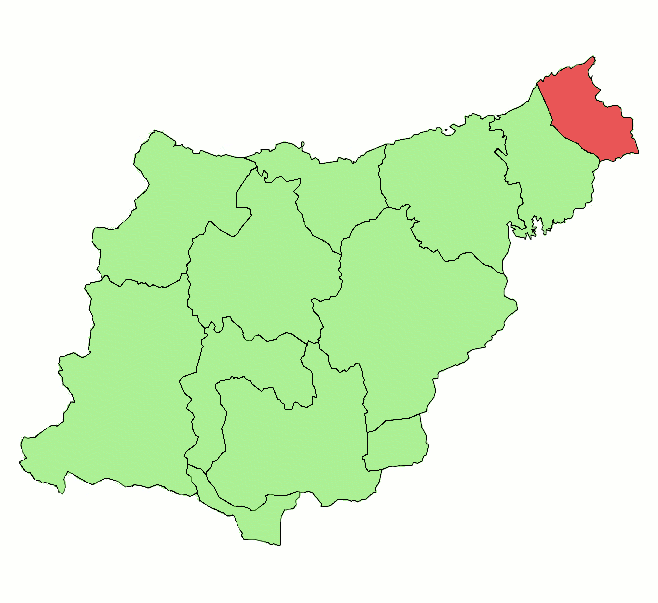

Бахо-Бидасоа (исп. Bajo Bidasoa, баск. Gipuzkoako Bidasoa) — район (комарка) в Испании, входит в провинцию Гипускоа в составе автономного сообщества Страна Басков. По территории района протекает река Бидасоа. Комарка является самой восточной частью Гипускоа. С севера находится Бискайский залив, на востоке — граница с Францией, на юге — граница с комаркой Синко-Вильяс провинции Наварра, на западе — граница с комаркой Оарсоальдея.

## Муниципалитеты
1. Фуэнтеррабиа
2. Ирун